# Philippinen-Zwerghörnchen
Das Philippinen-Zwerghörnchen (Exilisciurus concinnus) ist eine Hörnchenart aus der Gattung der Asiatischen Zwerghörnchen (Exilisciurus). Es kommt auf mehreren Inseln der Philippinen vor.

## Merkmale
Das Philippinen-Zwerghörnchen erreicht eine Kopf-Rumpf-Länge von etwa 8,5 bis 8,8 Zentimetern bei einem Gewicht von etwa 28 Gramm, es gehört damit zu den kleinsten Hörnchenarten weltweit. Der Schwanz wird 6,2 bis 6,8 Zentimeter lang und ist damit kürzer als der restliche Körper. Die Tiere sind oberseits dunkelbraun mit einem rötlichen Einschlag, die Bauchseite ist heller braun.

## Verbreitung
Das Philippinen-Zwerghörnchen kommt auf mehreren Inseln der Philippinen um Mindanao vor. Dort ist es auf den Inseln Basilan, Biliran, Bohol, Dinagat, Leyte, Samar und Siargao anzutreffen. Auf Mindanao lebt die Art in den Provinzen Agusan del Norte, Bukidnon, Davao del Sur, Davao Oriental, Lanao del Norte, Lanao del Sur, Maguindanao, Misamis Occidental, South Cotabato, Surigao del Norte, Zamboanga del Norte und Zamboanga del Sur. Die Höhenverbreitung reicht von etwa 700 bis 2000 Metern.

## Lebensweise
Über die Lebensweise des Philippinen-Zwerghörnchens liegen nur wenige Angaben vor. Es lebt vor allem in den dichten Primär- und Sekundärwäldern des Verbreitungsgebietes, wobei es auch in Lichtungen nach Fällungen gut existieren kann.
Die Tiere sind tagaktiv, die Aktivitätszeiten beginnen am frühen Morgen über den gesamten Tag. Ihre Vorkommen liegen in den niedrigen und mittleren Bereichen der Bäume, wo sie sich vor allem an den Baumstämmen, an den Unterseiten von Ästen, in Baumhöhlen und in der Nähe von Baumstümpfen aufhalten. Bei Störungen rennen sie schnell kopfabwärts an den Baumstämmen herab und verstecken sich zwischen den Baumwurzeln. Die Kommunikation erfolgt über kurze hohe Zirplaute.

## Systematik
Das Philippinen-Zwerghörnchen wird als eigenständige Art innerhalb der Gattung der Asiatischen Zwerghörnchen (Exilisciurus) eingeordnet, die aus drei Arten besteht. Die wissenschaftliche Erstbeschreibung stammt von Oldfield Thomas aus dem Jahr 1888, der die Art anhand von Individuen aus dem Bereich von Isabela City auf der Insel Basilan beschrieb.
Innerhalb der Art werden neben der Nominatform keine Unterarten unterschieden.

## Status, Bedrohung und Schutz
Das Philippinen-Zwerghörnchen wird von der International Union for Conservation of Nature and Natural Resources (IUCN) als nicht gefährdet (Least concern) eingeordnet. Begründet wird dies durch das häufige Vorkommen der Art und die große Anpassungsfähigkeit an Sekundärhabitate. Potenzielle bestandsgefährdende Bedrohungen sind nicht bekannt, obwohl die Tiere in manchen Teilen des Verbreitungsgebietes von Abholzungen der Lebensräume betroffen sind.

## Belege
1. 1 2 3 4  Richard W. Thorington Jr., John L. Koprowski, Michael A. Steele: Squirrels of the World. Johns Hopkins University Press, Baltimore MD 2012; S. 158–159. ISBN 978-1-4214-0469-1
2. 1 2 3 4 5  Exilisciurus concinnus in der Roten Liste gefährdeter Arten der IUCN 2014.2. Eingestellt von: P. Ong, B. Tabaranza, G. Rosell-Ambal, D. Balete, L. Heaney, 2008. Abgerufen am 26. Dezember 2014.
3. 1 2 3  Exilisciurus concinnus In: Don E. Wilson, DeeAnn M. Reeder (Hrsg.): Mammal Species of the World. A taxonomic and geographic Reference. 2 Bände. 3. Auflage. Johns Hopkins University Press, Baltimore MD 2005, ISBN 0-8018-8221-4.